# Bogil-myeon
Bogil-myeon (koreanska: 보길면)  är en socken i den sydvästra delen av Sydkorea, 380 km söder om huvudstaden Seoul. Den ligger i kommunen Wando-gun i provinsen Södra Jeolla.  Bogil-myeon består av huvudön Bogildo, den mindre ön Yejakdo med 42 invånare och  15 mindre bebodda öar.